# Marina Satti
Marina Satti (Grieks: Μαρίνα Σάττι; Athene, 26 december 1986) is een Griekse zangeres en songwriter.

## Biografie
Satti werd geboren in de Griekse hoofdstad Athene uit een Griekse moeder en een Soedanese vader. Ze bracht haar kindertijd door in Heraklion, op Kreta. Ze studeerde aan het conservatorium in Athene en aan het Berklee College of Music in Boston.
Satti bracht in 2012 haar eerste single uit. In 2016 volgde haar doorbraak, toen haar single Koupes op YouTube 24 miljoen keer werd beluisterd op enkele weken tijd. Later dat jaar richtte ze het polyfonisch gezelschap Fonés op. In 2022 bracht ze haar debuutalbum uit dat als titel Yenna kreeg.
De muziek van Satti is een mix van moderne beats en traditionele invloeden uit onder andere Griekenland en Bulgarije.
In oktober 2023 werd Satti door de Griekse openbare omroep intern geselecteerd om Griekenland te vertegenwoordigen op het Eurovisiesongfestival 2024 in het Zweedse Malmö. Daar eindigde ze als elfde met 126 punten.
1974: Marinella · 
1976: Mariza Koch · 
1977: Pascalis, Marianna, Robert & Bessy · 
1978: Tania Tsanaklidou · 
1979: Elpida · 
1980: Anna Vissi & Epikouri · 
1981: Yiannis Dimitras · 
1983: Kristi Stassinopoulou · 
1985: Takis Biniaris · 
1987: Bang · 
1988: Afroditi Frida · 
1989: Mariana Efstratiou · 
1990: Christos Callow & Wave · 
1991: Sophia Vossou · 
1992: Cleopatra · 
1993: Katerina Garbi · 
1994: Kostas Bigalis & The Sea Lovers · 
1995: Elina Konstantopoulou · 
1996: Mariana Efstratiou · 
1997: Marianna Zorba · 
1998: Thalassa · 
2001: Antique · 
2002: Michalis Rakintzis · 
2003: Mando · 
2004: Sakis Rouvas · 
2005: Elena Paparizou · 
2006: Anna Vissi · 
2007: Sarbel · 
2008: Kalomira · 
2009: Sakis Rouvas · 
2010: Giorgos Alkaios & Friends · 
2011: Loukas Giorkas feat. Stereo Mike · 
2012: Eleftheria Eleftheriou · 
2013: Koza Mostra feat. Agathonas Iakovidis · 
2014: Freaky Fortune feat. RiskyKidd · 
2015: Maria Elena Kiriakou · 
2016: Argo · 
2017: Demy · 
2018: Gianna Terzi · 
2019: Katerine Duska · 
2021: Stefania · 
2022: Amanda Tenfjord · 
2023: Victor Vernicos · 
2024: Marina Satti · 
2025: Klavdia